# 代議院 (イエメン)
代議院（だいぎいん、アラビア語: مجلس النواب اليمني）は、イエメンの立法府である。

## 概要
任期6年、小選挙区制で、国の立法権を唯一有する。大統領による任命制である諮問評議会を上院とみなす説もあるが、上院は立法権を有していない。
2003年に行われた選挙を最後に十年以上、政情不安を理由として選挙が行われていない。